# Улица Радина (Яранск)
Улица Ра́дина — одна из старинных улиц уездного города Яранска, Кировская область, Россия. Является одной из транзитных магистралей по городу, началом региональной трассы Яранск — Новый Торъял — Сернур.

## Расположение
Нумерация начинается с запада и следует на восток. 
Пересекает следующие улицы:
- Набережная улица
- Улица Карла Маркса
- Улица Свободы
- Улица Ленина
- Улица Труда
- Улица Тургенева
- Улица Некрасова
- Улица Пушкина
- Улица Лермонтова
- Улица Молодой Гвардии
- Советская улица
- Олимпийская улица
- Переулок Радина

## История
Яранская улица являлась одной из первых улиц уездного города Яранска Вятской губернии. Названа по реке Ярани, от которой поднимается вверх. В середине XIX века восточный конец улицы входил в состав Солдатской слободы. В 1930-х годах с появлением автомобильного транспорта проезжая часть улицы была благоустроена торцовкой — на слой песка одна к другой уложены 20-сантиметровые деревянные чурки, которая просуществовала до 1940-х годов. 12 октября 1964 года была переименована в честь русского революционера, поэта и изобретателя Л. П. Радина (1860—1900), во время ссылки в течение двух лет проживавшего в Яранске.
На пересечении с улицами Тургенева и Некрасова на месте бывшей Базарной площади располагается мемориальный Парк Победы.

## Примечательные здания
- №12 — Здание, в котором в 1919 году работала Яранская уездная чрезвычайная комиссия по борьбе с саботажем и контрреволюцией[3].
- №14 — бывший склад купца Уртминцева.
- №21а — бывший хлебный склад купца Костромитинова.
- №23  памятник архитектуры (федеральный) — Жилая усадьба Костромитиновых. Архитектурный комплекс дома с воротами. Выделяется богатой лепниной и ажурным балконом[4].
- №30 — Дом купцов Горевых.